# Any secular
Un any secular és l'any que tanca un segle. Exemples d'anys seculars són els anys 100, 200, 1500, 2000, etc. Per a evitar desfasaments cronològics, el calendari gregorià estableix que només els anys seculars que siguen divisibles per 400 seran anys bixestos. Per exemple: els anys seculars 1700 i 1900 no van ser bixestos perquè no són divisibles entre 400, però els anys 1600 i 2000 sí que ho van ser. Segons el calendari gregorià, que va entrar en vigor el 1582, els anys seculars bixestos són: 1600, 2000, etc.